# Şanlıurfa
Şanlıurfa (også Urfa, i antikken Edessa) er hovedbyen i den tyrkiske provins Şanlıurfa og har  omkring 1.985.753(2017) indbyggere, som hovedsagligt er af kurdisk og arabisk oprindelse.

## Navn
Det kurdiske navn på byen er Riha, den arabiske form er Ar-Raha og på aramæisk kaldes byen Urhay. I antikken og middelalderen var Urfa kendt som Riha.
I 1983 fik byen og provinsen, der begge hed Urfa, tilnavnet şanlı (storslået). Navneændringen skal minde om modstanden mod den franske besættelse under den tyrkiske frihedskrig kort efter 1. verdenskrig.

## Historie

### Antikken
Byen blev grundlagt i 200-tallet f.Kr. af seleukiderne, der fyldte byen/militærkolonien med makedonsk-græske kolonister. Den fik navnet Edessa efter byen af samme navn i Makedonien, hvor Seleukide-dynastiets grundlægger Seleukos 1. kom fra.
Edessa var en del af Seleukideriget frem til 66 f.Kr. hvor området kom under romersk kontrol. Byen var en del af Romerriget til delingen i 396 e.Kr. i Vestrom og Østrom, hvor Edessa naturligt hørte øst.
I 600-tallet og 700-tallet blev store dele af Mellemøsten erobret af de muslimske arabere, der ligeledes indtog Edessa. Byen forsatte med at have en overvejende kristen befolkning og var kendt for at have haft en af de første kristne menigheder.

### Armensk Herredømme
I 1000-tallet kom byen igen under kristen byzantinsk kontrol. Befolkningen bestod nu hovedsageligt af kristne armenske indbyggere. I 1080'erne blev byen erobret af tyrkerne, men et armensk oprør 1090'erne skaffede byen selvstændighed under den armenske fyrst Thoros.
Da det 1. korstog i 1097 nåede til området, bad Thoros korsfarerne om hjælp, da han frygtede repressalier fra sine muslimske naboer. Korsfarernes hovedhær  drog dog  mod Antiochia, men en enkelt korsfarerleder, Baudouin 1. de Boulogne, kom Thoros til hjælp.

### Korsfarertiden
Ved Baldouin ankomst blev han tilbudt at blive Thoros's efterfølger og med dennes død kort tid efter, fik Edessa i 1098 sin første vesteuropæiske herre i grev Balduin 1. YHan satte sig for at udvide Edessa territorium til at omfatte flere af nabobyerne som Turbessel og Douluk. Balduin 1. af Jerusalem grundlagde en stat efter den vesteuropæiske feudalmodel, men på grund af områdets store armenske flertal, måtte han være på god fod med dem. I 1100 arvede han den lille Jerusalem-stat og måtte derfor overlade grevskabet Edessa til sin grandnevø, Baudouin II, der i de næste 18 år konsoliderede herredømmet over den edessanske stat.
Edessa-staten blev yderpunktet i den katolske kristendom og en front for for korsfarerne i deres kampe mod deres muslimske naboer. I 1118 arvede grev Baudouin 2. tronen i Jerusalem efter Baudouin 1., hvilket betød at Baudouin II  overlod Edessa til fætteren Joscelin I de Courtenay, der nok må siges at være en af de dygtigste vesteuropæiske herskere over Edessa, som fik et godt udbytte af den blomstrende handel i Orienten.
Efter en god regeringstid blev Joscelin I fulgt af sin uduelige søn Joscelin II, som var halvt armensk og halvt fransk . Joscelin II ødelagde Edessas forsvarsmuligheder ved at støde sine muslimske allierede fra sig og ikke tage truslen fra nabobyen Mosul alvorligt. I 1144 faldt Edessa efter en hård belejring til den dygtige muslimske atabeg Ad-Din Zangi af Mosul. Joscelin II prøvede i de næste par år at tilbageerobre Edessa, men det vesteuropæiske herredømme over byen var færdigt. I de næste 50 år var der stadig efterkommere af Joscelin II, som gjorde krav på Edessa.

### Senere Tids Historie
Efter det vesteuropæiske herredømme skiftede Edessa hænder mellem flere forskellige rivaliserende muslimske dynastier, bl.a. efterkommerne af Zengi og Saladins kurdiske dynasti ayyubide-dynasti.
Midt i 1200-tallet kom byen kortvarigt under mongolsk herredømme.
Århundreder senere var byen en del af det Osmanniske rige, men den opnåede aldrig samme betydning, som den havde haft i middelalderen under de skiftende kristne og muslimske herskere.
I moderne tid har byen været under fransk herredømme for til sidst at blive en del af Tyrkiet.

## Geografi
Şanlıurfa ligger i det sydøstlige Anatolien, 477 m over havet.
Byen ligger ca. 80 km fra Eufrat og 45 km fra den tyrkisk-syriske grænse.